# Loi du 30 juin 1838 sur l'enfermement des aliénés
La loi du 30 juin 1838, dite « Loi des aliénés », est promulguée sous le règne du roi Louis-Philippe et traitait des institutions et de la prise en charge des malades mentaux. Cette loi est restée presque complètement valide jusqu'en 1990 (voir paragraphe « Évolution »).

## Apports majeurs
Cette loi permit trois grands apports à la psychiatrie française et au traitement des malades :
1. Institution d'un établissement psychiatrique par département.
2. Meilleures conditions d'internement des malades : la loi permit par exemple la mise en place d'activités rémunérées pour les malades à l'intérieur des établissements.
3. Notion de « placement volontaire » et de « placement d'office ».

## Contenu
- Organisation par départements des soins aux « aliénés. »
- Tous les établissements, qu'ils soient privés ou publics, sont désormais placés sous contrôle de l'autorité publique.
- Création de différentes modalités d'internement : 
  - placement volontaire : par un tiers
  - placement d’office : par l'autorité en cas de trouble à l'ordre public

Ces placements nécessitent un avis médical délivré par un médecin, et un avis du préfet.
Si le malade doit être gardé en hospitalisation, son dossier doit être réexaminé par le préfet.
- Création d'un statut juridique pour les malades mentaux.

## Évolution
- La loi fit l'objet de vives critiques en ce qui concerne les modalités d'internement, qui dérogeaient au principe constitutionnel de la liberté individuelle, l'hospitalisation dite libre n'ayant pas été prévue par le législateur.
- Le statut juridique du malade mental a été totalement modifié par la loi du 3 janvier 1968, qui a réformé le droit des « incapables majeurs[1]. »
- La loi a quand même été effective jusqu'au vote de la loi du 27 juin 1990, « relative aux droits et à la protection des personnes hospitalisées en raison de troubles mentaux et à leurs conditions d'hospitalisation. »

## Albert Londres et la loi de 1838
Dans Chez les fous, le journaliste Albert Londres avait critiqué cette loi. « À quoi peut aboutir, ad-mi-nis-tra-ti-ve-ment, la grande misère des fous criminels ? » demandait-il, en répondant : « À des vaudevilles. Ces vaudevilles ont deux auteurs. […] L'un s'appelle : l'article 64 [du Code pénal de 1810, sur l'irresponsabilité pénale ] ; l'autre : la loi de 38. Ils se valent. S'ils ne partagent pas équitablement les droits d'auteur, c'est que l'un vole l'autre. L'article 64 fait bénéficier d'un non-lieu ou fait acquitter le personnage principal de la pièce, lequel porte toujours le nom d’« aliéné criminel ». Aussitôt, la loi de 38 s'empare du monsieur. » Terminant son reportage, il affirme : « La loi de 38 n'a pas pour base l'idée de soigner et de guérir des hommes atteints d'une maladie mentale, mais la crainte que ces hommes inspirent à la société. C'est une loi de débarras. » De plus : « La loi de 1838, en déclarant le psychiatre infaillible et tout-puissant, permet les internements arbitraires et en facilite les tentatives. […] Sous la loi de 1838, les deux tiers des internés ne sont pas de véritables aliénés. D'êtres inoffensifs, on fait des prisonniers à la peine illimitée. »